# Betlem (Mallorca)
Betlem ist ein Ort (Urbanització) an der Nordküste der spanischen Baleareninsel Mallorca. Er liegt im Nordwesten des Gemeindegebietes von Artà in der Region (Comarca) Llevant.

## Lage und Beschreibung
Betlem liegt abgelegen auf einem schmalen Landstreifen zwischen dem Mittelmeer und den sich südlich des Orts erhebenden Bergen des zur Gebirgskette Serres de Llevant gehörenden Berglands von Artà. So liegt Betlem am Fuße der Berge Son Morell und Puig de Ferrutx.
Etwa drei Kilometer westlich von Betlem liegt der Ort Colònia de Sant Pere. In Betlem endet die von Westen kommende Landstraße Ma-3331. Nach Osten führt nur noch ein Feldweg bis zum Punta d’es Calo.
Der kleine, 54 Einwohner zählende Ort (Stand 2015) ist geprägt von kleineren Ferienhäusern im mediterranen Stil.
Die Einwohnerzahl hat sich seit dem Jahr 2000 mit damals 30 Einwohner fast verdoppelt. Insgesamt ist die Region jedoch im Verhältnis zu anderen Gebieten Mallorcas touristisch eher wenig erschlossen und vom Meer und den steil aufragenden Bergen geprägt. Im Ort bestehen zwei Restaurants und ein Einzelhandelsgeschäft (Stand 2016).
In Richtung Colònia de Sant Pere befinden sich die Reste des Dolmens von S’Aigua Dolça. Nach Süden in die Berge führt ein Wanderweg vorbei an der Quelle Font de s’Ermita zur Ermita de Betlem.